# Dunlop World Challenge
El Dunlop World Challenge es un torneo profesional de tenis. Pertenece al ATP Challenger Series para los hombres y Federación Internacional de Tenis para las mujeres. Se juega desde el año 2008 sobre pistas duras, en Toyota, Japón.

## Palmarés

### Individuales masculino
| Año  | Campeón            | Finalista             | Resultado      |
| ---- | ------------------ | --------------------- | -------------- |
| 2017 | Matthew Ebden      | Calvin Hemery         | 7–6(3), 6–3    |
| 2016 | James Duckworth    | Tatsuma Ito           | 7–5, 4–6, 6–1  |
| 2015 | Yoshihito Nishioka | Alexander Kudryavtsev | 6–3, 6–4       |
| 2014 | Go Soeda           | Tatsuma Ito           | 6–4, 7–5       |
| 2013 | Matthew Ebden      | Yūichi Sugita         | 6–3, 6–2       |
| 2012 | Michał Przysiężny  | Hiroki Moriya         | 6–2, 6–3       |
| 2011 | Tatsuma Ito        | Sebastian Rieschick   | 6–4, 6–2       |
| 2010 | Tatsuma Ito        | Yuichi Sugita         | 6–4, 6–2       |
| 2009 | Uladzimir Ignatik  | Tatsuma Ito           | 7–6(7), 7–6(3) |
| 2008 | Go Soeda           | Lee Hyung-taik        | 6–2, 7–6(7)    |

### Dobles
| Año  | Campeones                             | Finalistas                                | Resultado        |
| ---- | ------------------------------------- | ----------------------------------------- | ---------------- |
| 2017 | Max Purcell Andrew Whittington        | Ruben Gonzales Christopher Rungkat        | 6–3, 2–6, [10–8] |
| 2016 | Matt Reid James Duckworth             | Jeevan Nedunchezhiyan Christopher Rungkat | 6–3, 6–4         |
| 2015 | Brydan Klein Matt Reid                | Riccardo Ghedin Yi Chu-huan               | 6–2, 7–63        |
| 2014 | Toshihide Matsui Yasutaka Uchiyama    | Bumpei Sato Yang Tsung-hua                | 7–66, 6–2        |
| 2013 | Chase Buchanan Blaž Rola              | Marcus Daniell Artem Sitak                | 4–6, 6–3, [10–4] |
| 2012 | Philipp Oswald Mate Pavić             | Andrea Arnaboldi Matteo Viola             | 6–3, 3–6, [10–2] |
| 2011 | Hiroki Kondo Yi Chu-huan              | Gao Peng Gao Wan                          | 6–4, 6–1         |
| 2010 | Treat Conrad Huey Purav Raja          | Tasuku Iwami Hiroki Kondo                 | 6–1, 6–2         |
| 2009 | Andis Juška Alexandre Kudryavtsev     | Alexey Kedryuk Junn Mitsuhashi            | 6–4, 7–6(6)      |
| 2008 | Frederik Nielsen Aisam-ul-Haq Qureshi | Chen Ti Grzegorz Panfil                   | 7–5, 6–3         |

### Individuales femenino
| Año                      | Campeona            | Finalista         | Resultado     |
| ------------------------ | ------------------- | ----------------- | ------------- |
| 2017                     | Mihaela Buzărnescu  | Tamara Zidanšek   | 6–0, 6–1      |
| ↑ ITF $60,000+H evento ↑ |                     |                   |               |
| 2016                     | Aryna Sabalenka     | Lizette Cabrera   | 6–2, 6–4      |
| ↑ ITF $50,000+H evento ↑ |                     |                   |               |
| 2015                     | Jana Fett           | Luksika Kumkhum   | 6–4, 4–6, 6–4 |
| 2014                     | An-Sophie Mestach   | Shuko Aoyama      | 6–1, 6–1      |
| 2013                     | Luksika Kumkhum     | Hiroko Kuwata     | 3–6, 6–1, 6–3 |
| 2012                     | Stefanie Vögele     | Kimiko Date-Krumm | 7–6(7–3), 6–4 |
| 2011                     | Tamarine Tanasugarn | Kimiko Date-Krumm | 6–2, 7–5      |
| 2010                     | Misaki Doi          | Junri Namigata    | 7–5, 6–2      |
| 2009                     | Kimiko Date-Krumm   | Bojana Jovanovski | 7–5, 6–2      |
| 2008                     | Ayumi Morita        | Ksenia Lykina     | 6–1, 6–3      |
| ↑ ITF $75,000+H evento ↑ |                     |                   |               |

### Dobles
| Año                      | Campeonas                           | Finalistas                                | Resultado             |
| ------------------------ | ----------------------------------- | ----------------------------------------- | --------------------- |
| 2017                     | Ksenia Lykina Junri Namigata        | Nicha Lertpitaksinchai Peangtarn Plipuech | 3–6, 6–3, [10–4]      |
| ↑ ITF $60,000+H evento ↑ |                                     |                                           |                       |
| 2016                     | Ksenia Lykina Akiko Omae            | Rika Fujiwara Ayaka Okuno                 | 6–7(4–7), 6–2, [10–5] |
| ↑ ITF $50,000+H evento ↑ |                                     |                                           |                       |
| 2015                     | Akiko Omae Peangtarn Plipuech       | Luksika Kumkhum Yuuki Tanaka              | 3–6, 6–0, [11–9]      |
| 2014                     | Eri Hozumi Makoto Ninomiya          | Shuko Aoyama Junri Namigata               | 6–3, 7–5              |
| 2013                     | Shuko Aoyama Misaki Doi             | Eri Hozumi Makoto Ninomiya                | 7–6(7–1), 2–6, [11–9] |
| 2012                     | Ashleigh Barty Casey Dellacqua      | Miki Miyamura Varatchaya Wongteanchai     | 6–1, 6–2              |
| 2011                     | Makoto Ninomiya Riko Sawayanagi     | Caroline Garcia Michaëlla Krajicek        | Walkover              |
| 2010                     | Shuko Aoyama Rika Fujiwara          | Irina-Camelia Begu Mădălina Gojnea        | 1–6, 6–3, [11–9]      |
| 2009                     | Marina Erakovic Tamarine Tanasugarn | Akari Inoue Akiko Yonemura                | 6–1, 6–4              |
| 2008                     | Emma Laine Melanie South            | Kimiko Date-Krumm Han Xinyun              | 6–1, 7–5              |
| ↑ ITF $75,000+H evento ↑ |                                     |                                           |                       |